# 침실의 표적
《침실의 표적》(영어: Body Double)은 미국에서 제작된 1984년 미스터리 스릴러 영화이다. 브라이언 드 팔마가 연출, 제작, 공동 각본을 맡았다. 크레이그 와슨, 그레그 헨리, 멜러니 그리피스 등이 출연하였다.

## 줄거리
폐소공포증이 심한 배우 제이크는 메소드 연기 수업에서 샘을 만난다. 제이크는 샘의 소개로 샘의 부자 친구가 유럽에 가있는 사이 그의 할리우드힐스 저택에 머물며 식물을 관리하게 된다.
제이크는 집에 비치된 망원경으로 밤마다 특정 시간에 관능적인 춤을 추는 이웃 글로리아를 훔쳐본다. 어느 날 글로리아가 살해되자 제이크는 이를 경찰에 신고한다.
하지만 후에 제이크는 텔레비전에서 성인 채널을 보다가 포르노 배우 홀리가 정확히 글로리아처럼 춤추는 모습을 발견하는데...

## 출연
- 크레이그 와슨 - 제이크 스컬리 역
- 그레그 헨리 - 샘 부샤드 역
- 멜러니 그리피스 - 홀리 보디 역
- 데버라 셸턴 - 글로리아 러벨 역
  - 헬렌 셰이버 - 목소리 (크레디트 미기재)
- 가이 보이드 - 짐 맥린 형사 역
- 데니스 프란즈 - 루빈 역
- 데이비드 해스컬 - 윌 역
- 레인 데이비스 - 빌리 역
- 바버라 크램프턴 - 캐럴 역
- 롭 폴슨 - 포르노 영화 촬영기사 역
- 브링크 스티븐스 - 욕실의 여성 역
- 프랭키 고스 투 할리우드 - 나이트클럽 밴드 역
- 스티븐 바워 - 남성 포르노 배우 역

## 기타 제작진
- 미술: 아이다 랜덤
- 의상: 글로리아 그레셤